# Harry Lewis
Harry Besterman, meglio conosciuto come Harry Lewis (New York, 16 settembre 1886 – 22 febbraio 1956), è stato un pugile statunitense.

## Biografia
Di famiglia ebraica, divenne professionista nel 1903 e divenne campione del mondo dei pesi welter dal 1908 al 1912. La International Boxing Hall of Fame lo ha riconosciuto fra i più grandi pugili di ogni tempo.